# Claude Albert Colliard
Claude Albert Colliard (ur. 14 lipca 1913, zm. 3 grudnia 1990) – francuski prawnik, profesor Uniwersytetu Paryż I Panthénon Sorbonne. Stworzył wiele monografii i podręczników. Otrzymał tytuł doktora honoris causa od licznych uniwersytetów, m.in. Uniwersytetu Łódzkiego.